# 小樽中央市場

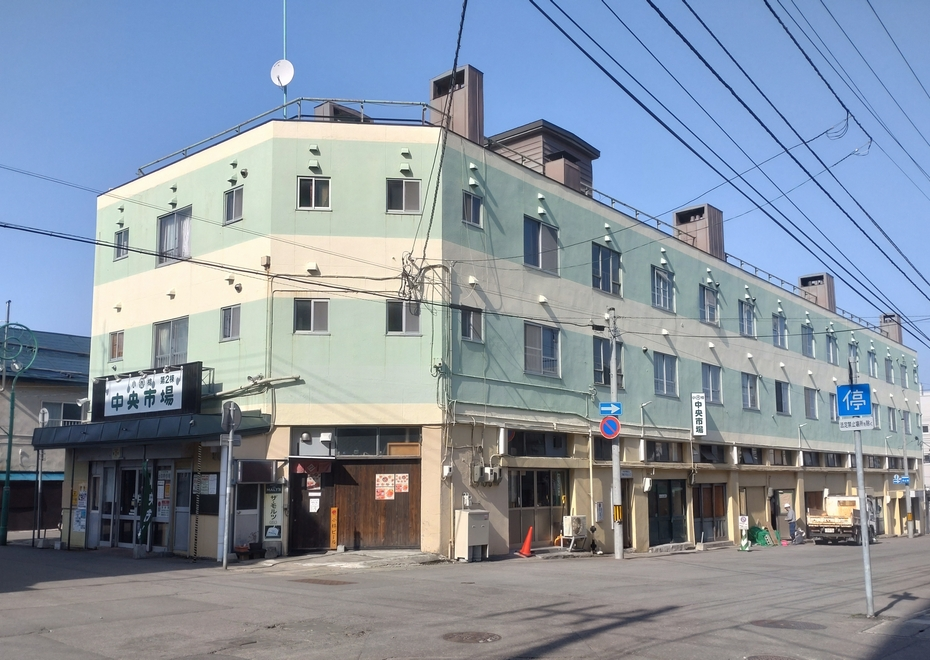
小樽中央市場

小樽中央市場（おたるちゅうおういちば）とは、北海道小樽市稲穂にある市場。小樽駅から近く、鮮魚店や総菜店、カフェや雑貨店がある。

## 沿革

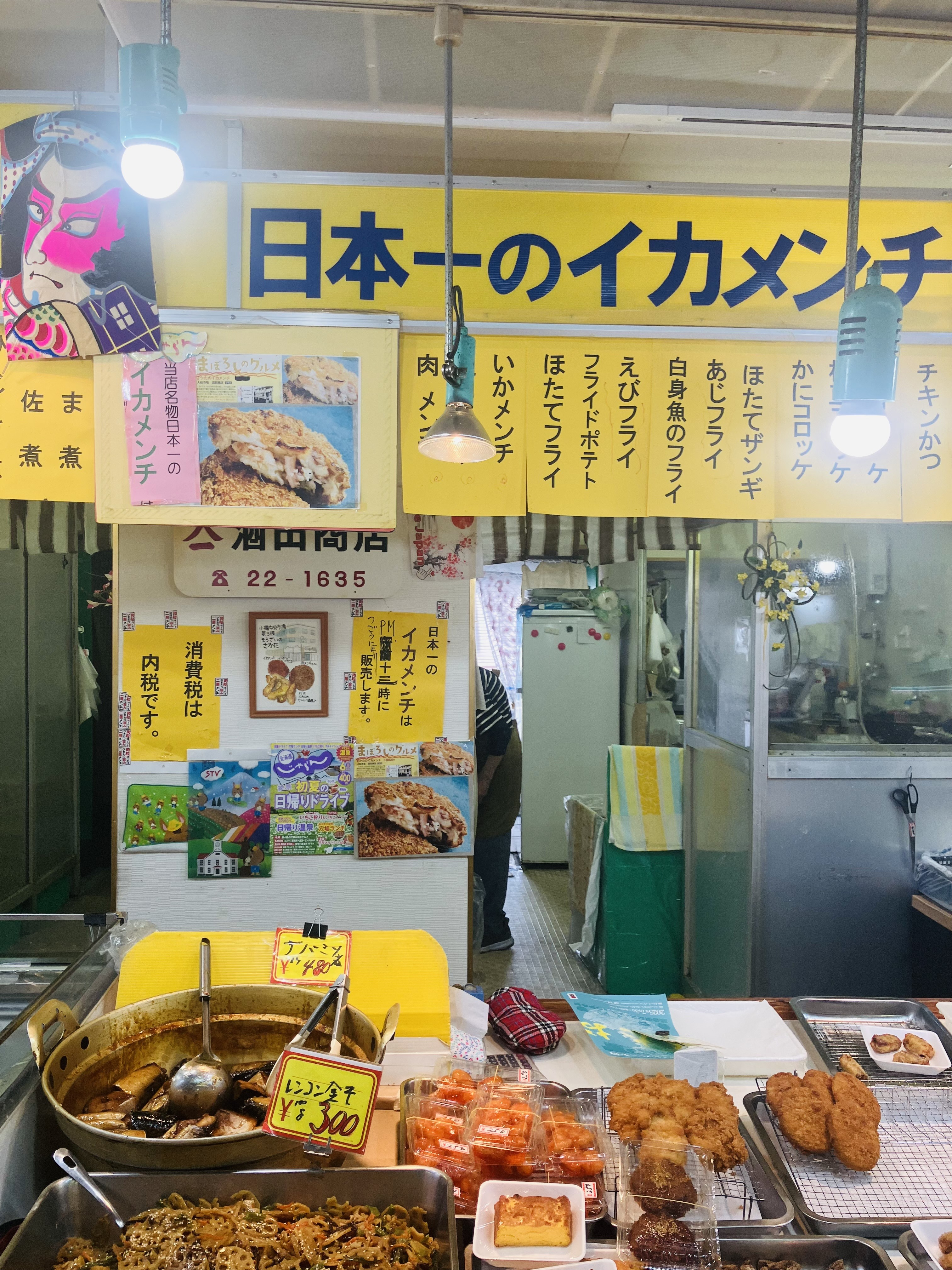
小樽中央市場(第3棟)

1946年（昭和21年）、満州からの引き揚げ者たちによって結成され、地元有志により木造バラック2棟の仮店舗として「小樽中央マーケット」を発足した。細長い敷地は、戦時中の防火帯の名残である。市街地整備のために、解体と移転を求められたが、引き揚げ者による市場の意義を当時の安達与五郎市長に伝えることで市場の存続が可能となった。しかし、この地は防火地帯のため、防火建築法に基づいたものでなければならなかった。組合員の構成と地形上、3棟の建物が必要であり、本式の鉄筋コンクリートへの変更が必要になった。さらに膨大な費用も必要であった。
1953年（昭和28年）5月に第一期の工事（第一棟）着手。1954年（昭和29年）に第二期工事（第二棟）着手。1955年（昭和30年）には、借入金を滞納する組合員が続出し工事は一時中断となってしまった。1956年（昭和31年）12月27日に第三棟が完成。建坪は6,824,273平方メートル。
昭和30年代～40年代に全盛期を迎え、商圏は後志から瀬棚、岩見沢、富良野、砂川方面へと広範囲にわたった。ガンガン部隊の行商の女性たちが出入りし、賑わいをみせた。
昭和40年代後半、スーパーが付近に進出したことや、組合員の高齢化によって中央市場は衰退してしまった。近年は、ガンガン屋台や顔顔市（ガンガンバザール）が開催されている。

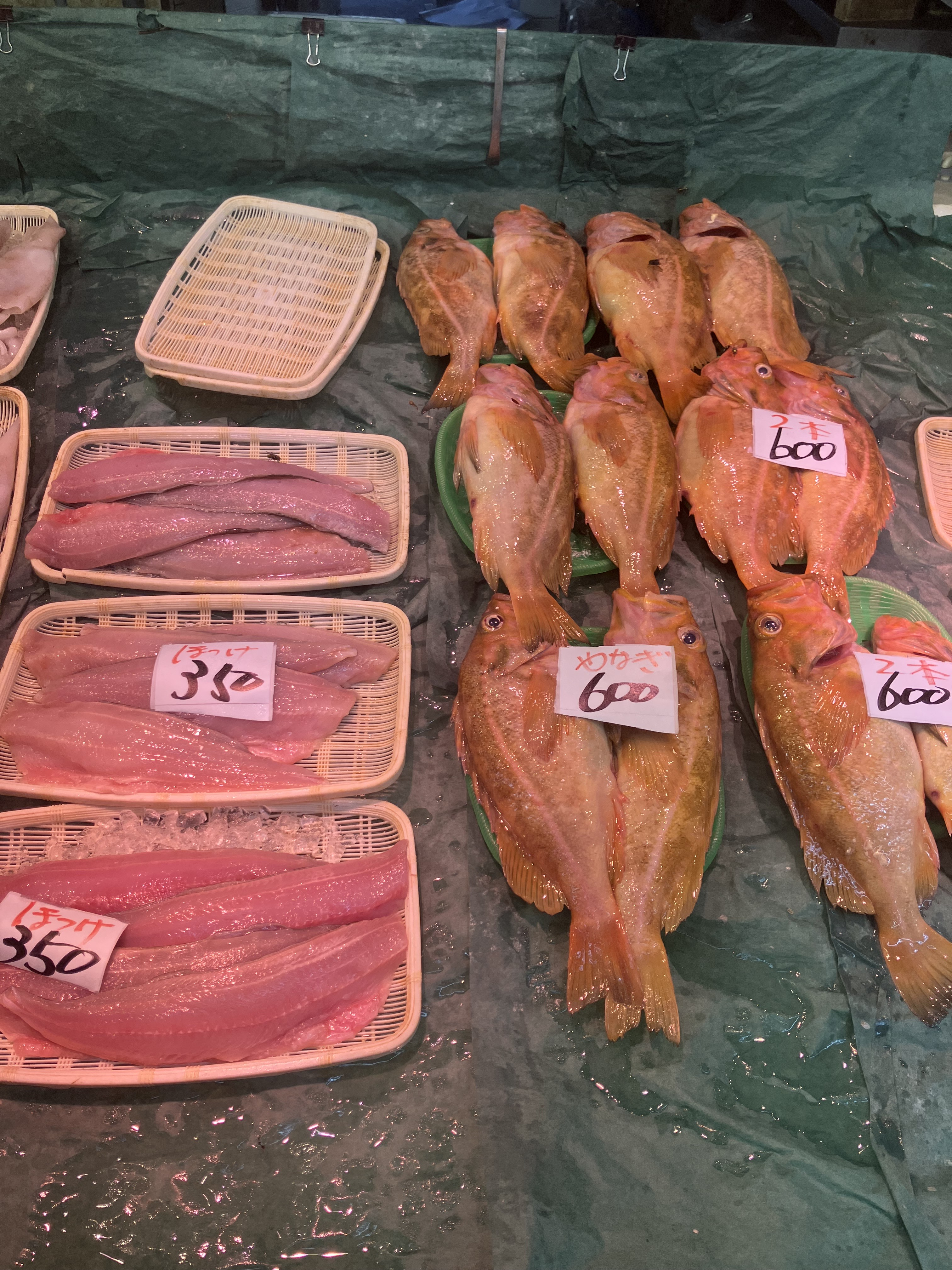
魚介類

## 特徴
小樽中央市場はJR小樽駅前通りに平行する船見通り沿いに東西に3棟並ぶ細長い建物が特徴的。いずれもコンクリート3階建てで、海側から順に第1棟、2棟、3棟と名付けられている。
細長い敷地は戦時中、このあたりが防火帯だったことに由来するもので、戦後、満州などからの引揚者によって現在地にバラックの仮店舗が建てられ、其の小間をそれぞれ借用して当初は小樽中央マーケットという名称で発足したが、その後、市街地整備が進むにつれてバラックを解体しコンクリート製防火建築に建て替えることが求められ、1953年（昭和28年）～1956年（昭和31年）にかけて工事が行われた。
建物は1階部分の東西に延びる市場の通路の左右に鮮魚店、惣菜店などの店舗が立ち並び、2・3階が住居となっている。水洗トイレを備えた、当時としては近代的な造りで周囲の羨望を集めたという。また、その形状から「げた履き市場」と呼ばれ、完成当時はその第一号として全道的に大きな反響を呼び、見学・視察者が相次ぎ、中央市場を見本にした建物がその後北海道内にいくつか建てられたという。
昭和30年代から40年代にかけて小樽中央市場は全盛期を迎えたが、昭和40年代後半になるとスーパーの進出等により、次第に衰退していく。その後、2004年（平成16年）に市と実施した「ガンガン屋台」、「ガンガンバザール」、市内大学と連携した市場活性化の取組みなどが続けられている。

## 炭鉄港とガンガン部隊

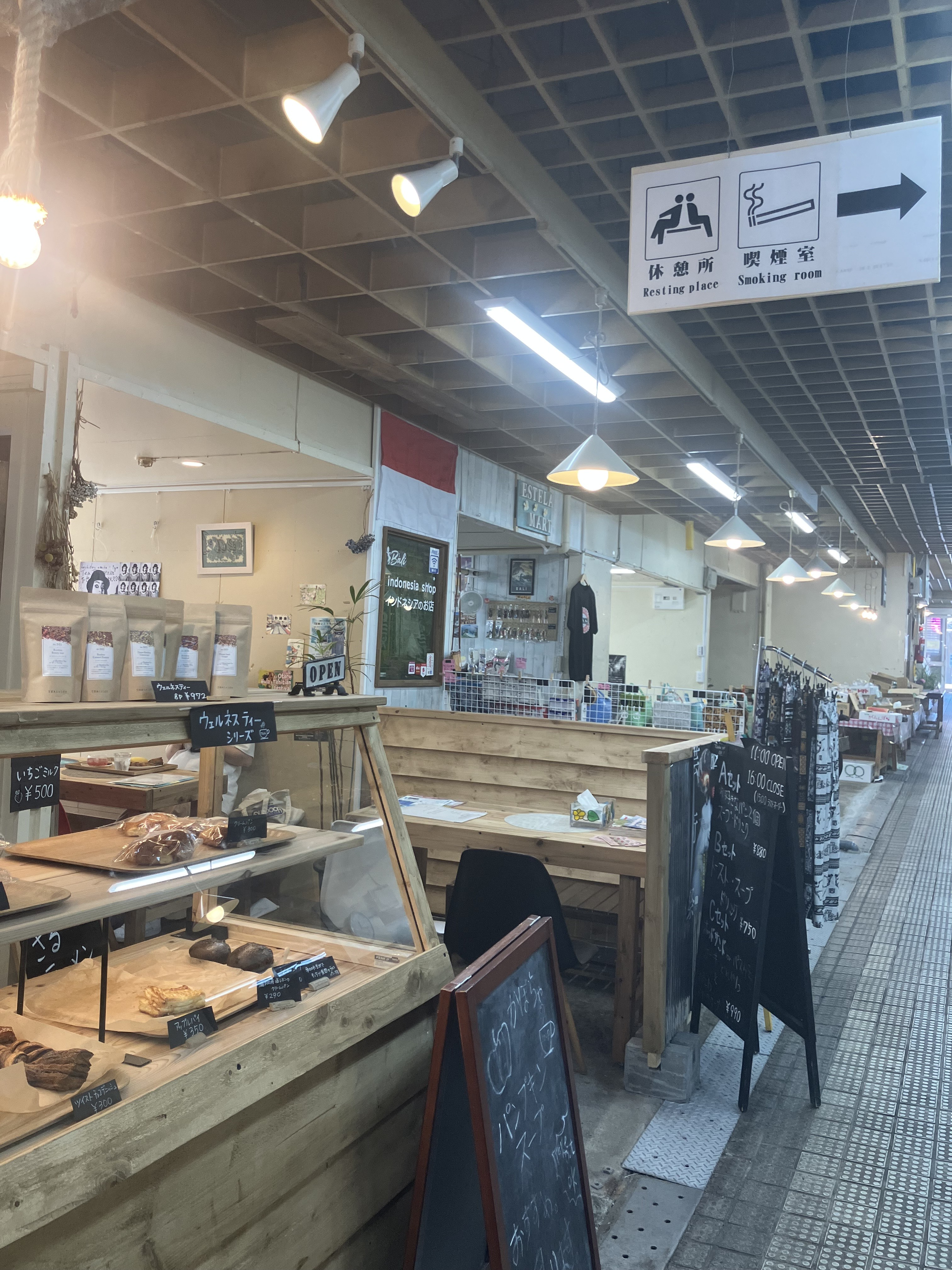
小樽中央市場（第3棟）

炭鉄港とは北海道の近代化を支えた空知・室蘭・小樽の「炭鉱」「鉄鋼」「鉄道」「港湾」をテーマにした歴史的ストーリーで2019年に日本遺産認定された。小樽中央市場は炭鉄港として49件（プラス1件追加申請中）ある構成文化財のひとつで、小樽には小樽中央市場の他に5件ある。小樽中央市場は現在も営業する市場としては全国で唯一日本遺産に登録されている。
小樽中央市場の当初の商圏は、市内の消費者をはじめ、南は倶知安、岩内から蘭越、遠くは長万部、瀬棚方面まで、また北は石炭産業で賑わい多くの人々の暮らす空知地域に至るまで、非常に広範囲に渡っていた。海のない空知産炭地域に鮮魚などをもたらす主要な供給基地として、人々の生活を支えた。

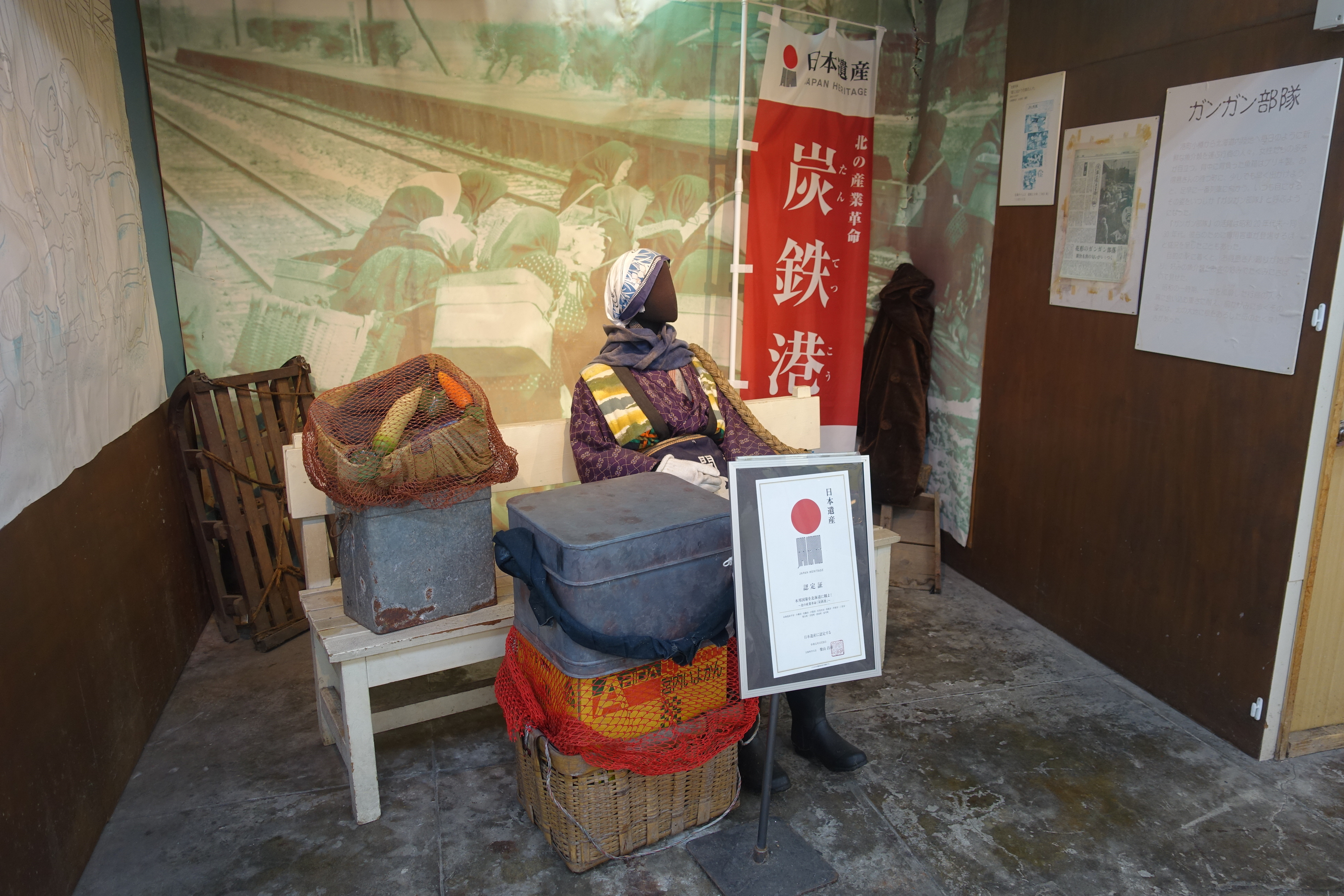
小樽中央市場内ガンガン部隊展示コーナー

市場で仕入れた鮮魚やかまぼこをブリキ缶に入れ、風呂敷で背負った行商人を「ガンガン部隊」と呼んだ。「ガンガン部隊」の活躍は戦後から昭和40年代にかけてで、専用車両「行商指定車」を設けたほどだった。　現在第三棟内にはガンガン部隊を細部までリアルに再現したブースや、空きスペースを活用し市民の作品を展示するガンガンギャラリーがある。

### 解説
1. ↑  北海道弁では、小さな缶を「かんかん」、一斗缶など大型の缶を「がんがん」と呼ぶ。